# Kaneko Kazuma
Kaneko Kazuma (金子一馬; Hepburn: Kazuma Kaneko) egy japán játéktervező és az Atlus alkalmazottja. Ugyan az Atlusnál dolgozik a Capcomnál és a Konaminál is tervezett szereplőket a Devil May Cry 3 és a Zone of the Enders: The 2nd Runner videójátékokhoz. Legismertebb munkája a Megami Tensei videójáték-sorozat.

## Munkái
| Játék neve                                                                | Megjelenési dátum | Platform(ok)  | Kaneko szerepe                                                                           |
| ------------------------------------------------------------------------- | ----------------- | ------------- | ---------------------------------------------------------------------------------------- |
| Digital Devil Story: Megami Tensei II                                     | 1990              | NES           | Szereplő tervező, démon tervező, sprite művész, világ tervező                            |
| Shin Megami Tensei                                                        | 1992              | SNES          | Szereplő tervező, démon tervező, sprite művész, világ tervező                            |
| Megami Tensei Gaiden: Last Bible                                          | 1992              | GB            | koordinátor                                                                              |
| Shin Megami Tensei II                                                     | 1994              | SNES          | Szereplő tervező, démon tervező, sprite művész, világ tervező                            |
| Majin Tensei                                                              | 1994              | SNES          | koordinátor                                                                              |
| Shin Megami Tensei if...                                                  | 1994              | SNES          | Szereplő tervező, démon tervező, sprite művész, világ tervező                            |
| Kjújaku Megami Tensei                                                     | 1995              | SNES          | Szereplő és főellenség tervező                                                           |
| Shin Megami Tensei: Devil Summoner                                        | 1995              | Sega Saturn   | Szereplő tervező, démon tervező, világ tervező                                           |
| Revelations: Persona                                                      | 1996              | PlayStation   | Szereplő tervező, Portré tervező és logó tervező                                         |
| Devil Summoner: Soul Hackers                                              | 1997              | Sega Saturn   | Fő szereplő tervező, démon tervező, világ tervező                                        |
| Persona 2: Innocent Sin                                                   | 1999              | PlayStation   | Fő szereplő tervező, fő Persona tervező, főellenség tervező                              |
| Maken X                                                                   | 1999              | Dreamcast     | Szereplő tervező                                                                         |
| Persona 2: Eternal Punishment                                             | 2000              | PlayStation   | Fő szereplő tervező, fő Persona tervező, főellenség tervező                              |
| Maken Shao: Demon Sword                                                   | 2001              | PlayStation 2 | Szereplő tervező                                                                         |
| Shin Megami Tensei: NINE                                                  | 2002              | Xbox          | Démon tervező                                                                            |
| Shin Megami Tensei III: Nocturne                                          | 2003              | PlayStation 2 | Szereplő tervező, démon tervező, kreatív igazgató                                        |
| Shin Megami Tensei: Digital Devil Saga                                    | 2004              | PlayStation 2 | Szereplő tervező, démon tervező, világ tervező                                           |
| Shin Megami Tensei: Digital Devil Saga 2                                  | 2005              | PlayStation 2 | Szereplő tervező, démon tervező, világ tervező                                           |
| Shin Megami Tensei: Devil Summoner: Raidou Kuzunoha vs. The Soulless Army | 2005              | PlayStation 2 | Szereplő tervező, démon tervező, művészi rendező, eredeti forgatókönyvíró, világ tervező |
| Zone of the Enders: The 2nd Runner                                        | 2003              | PlayStation 2 | Vendég szereplő és Orbital Frame tervező                                                 |
| Devil May Cry 3: Dante’s Awakening                                        | 2005              | PlayStation 2 | Vendég Devil Trigger tervező                                                             |
| Super Robot Wars Alpha 3                                                  | 2005              | PlayStation 2 | Vendég Mecha tervező                                                                     |
| Sangokushi Taisen                                                         | 2005              | Arcade        | Vendég szereplő tervező                                                                  |
| Shin Megami Tensei: Imagine                                               | 2007              | PC            | Démon tervező                                                                            |
| Shin Megami Tensei: Devil Summoner 2: Raidou Kuzunoha vs. King Abaddon    | 2008              | PlayStation 2 | Szereplő tervező, démon tervező, művészi rendező, eredeti forgatókönyvíró, világ tervező |
| Shin Megami Tensei: Devil Survivor                                        | 2009              | Nintendo DS   | Démon tervező                                                                            |
| Shin Megami Tensei: Persona                                               | 2009              | PSP           | Művészi rendező                                                                          |
| Shin Megami Tensei: Strange Journey                                       | 2009              | Nintendo DS   | Producer, szereplő tervező, démon tervező                                                |